# Jeunesse sportive sainte-rosienne football
Maillots
La Jeunesse Sportive Sainte-Rosienne, aussi appelé JS Sainte-Rosienne est un club de football Réunionnais basé à Saint-Rose, ville de l'est de l'île de La Réunion. Le club évolue actuellement dans le Championnat de La Réunion.

## Historique
La première fois qu'un club Saint-Rosien apparaît en Régional 1 est lors de la saison 1995, où la SS Sainte-Rosienne, fraîchement promu, obtient une septième place avec une avance confortable de 12 points sur l'AS Marsouins, avant dernier et premier relégable. La SS Sainte-Rosienne n'évolue pas au classement lors de la saison 1996 puisqu'il finit à nouveau septième, cette fois-ci avec 61 points et 27 points d'avances sur le dernier (et seul relégué), la SS Saint-Pauloise. Le club chute de quatre places lors de la saison 1997, obtenant une onzième avec 59 points et 14 points d'avances sur la lanterne rouge. Les choses ne s'améliorent pas en 1998 où le club douzième avec seulement 5 points d'avances sur le premier relégable. En 1999, le club obtient un total de 56 points, soit 4 points de plus que la saison précédente, ce qui suffit cependant pour décrocher une neuvième place. La saison 2000 de la SS Sainte-Rosienne est cette fois-ci une réussite : en effet, le club obtient une quatrième place avec 69 points et fini à seulement 8 points de l'AS Marsouins, champion de la Réunion. Malheureusement ses bonnes performances ne suivent pas en 2001, où le club finit avant dernier avec 48 points et est relégué en division inférieure. 
La saison 2022 marque le retour de Sainte-Rose dans l'élite du football Réunionnais, cette fois-ci avec la Jeunesse Sportive Sainte-Rosienne, qui à connu l'année précédente la promotion sous le nom du Sainte-Rose Football Club. 